# Puppet Master 4
 (décembre 2024).
Si vous disposez d'ouvrages ou d'articles de référence ou si vous connaissez des sites web de qualité traitant du thème abordé ici, merci de compléter l'article en donnant les références utiles à sa vérifiabilité et en les liant à la section « Notes et références ».
Série
Puppet Master III : La Revanche de Toulon Puppet Master 5: The Final Chapter
(1994)
Pour plus de détails, voir Fiche technique et Distribution.
Puppet Master 4 est un film américain réalisé par Jeff Burr et sorti en 1993.

## Synopsis
Un jeune scientifique est la cible d'un groupe de créatures qui cherchent à le tuer. Mais dans le laboratoire où il travaille, il va trouver un coffre qui contient les Puppet Master. Ces derniers vont l'aider à combattre les créatures.

## Fiche technique
- Réalisation : Jeff Burr
- Scénario : Douglas Aarniokoski, Charles Band, Steven E. Carr, Jo Duffy, Keith S. Payson et Todd Henschell
- Directeur de la photographie : Adolfo Bartoli
- Compositeur : Richard Band
- Monteur : Mark S. Manos, Margeret-Anne Smith
- Production : Charles Band
- Date de sortie
  - États-Unis : 24 novembre 1993
- interdit aux moins de 12 ans[Où ?]
- Genre : horreur

## Distribution
- Gordon Currie : Rick Myers
- Chandra West : Susie
- Jason Adams : Cameron
- Teresa Hill : Lauren
- Guy Rolfe : André Toulon
- Felton Perry : Dr Carl Baker
- Michael Shamus Wiles : Stanley